# 22550 Jonsellon
22550 Jonsellon (1998 FK106) là một tiểu hành tinh vành đai chính được phát hiện ngày 31 tháng 3 năm 1998 bởi nhóm nghiên cứu tiểu hành tinh gần Trái Đất phòng thí nghiệm Lincoln ở Socorro.